# Towarzysz (wojsko)

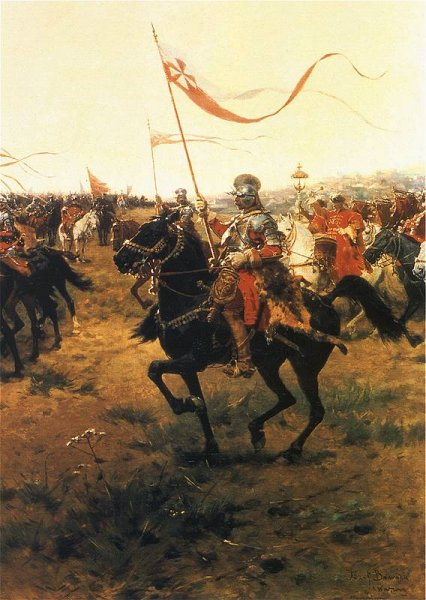
Towarzysz husarski

Towarzysz był szlachcicem służącym w wojsku autoramentu narodowego. Do służby stawał  wraz z pocztem składającym się zwykle z chłopów. 
Wielkość pocztu zależała od zamożności towarzysza i była jej wyrazem. Stąd liczba pocztowych w chorągwiach "poważnego znaku", takich jak husaria lub pancerni, była znacznie większa od liczby towarzyszy. 
Status towarzysza mógł mieć tylko polski lub litewski szlachcic i jako towarzysz nie mógł być oddany pod komendę oficera autoramentu cudzoziemskiego, choćby wyższego stopniem. Dlatego też oficerowie cudzoziemskiego autoramentu, którzy byli Polakami lub Litwinami, bywali też towarzyszami w chorągwiach autoramentu narodowego. Wiązało się to z wystawieniem zastępcy w chorągwi narodowej, wraz z pocztem, a więc ze znacznym kosztem. Oficerowie cudzoziemcy nie mogli być towarzyszami w chorągwiach autoramentu narodowego, chyba że uzyskali polskie szlachectwo (indygenat). Uposażenie towarzysza zależało od liczby pocztowych (w chorągwiach lekkiej jazdy towarzysze zazwyczaj walczyli samodzielnie). 
Podział na towarzyszy i pocztowych utrzymał się w polskim wojsku praktycznie do końca Rzeczypospolitej i obowiązywał jeszcze w oddziałach Kawalerii Narodowej.
Określenie nobilitujące towarzystwo, mające swój źródłosłów w powyższym, przyjęło się znacznie później jako określenie elitarnego kręgu znajomych (XIX wiek). Inne użycia pochodne to np. "towarzysz podróży", "towarzysz niedoli", "towarzysz zabaw", "towarzysz partyjny".

Br. Gembarzewski o „towarzyszach” tak nam pisze: „Każdy towarzysz, jako rycerz-szlachcic, uważał się za równego rotmistrzowi dowodzącemu chorągwią i stąd to właśnie powstała nazwa „towarzysza”. Towarzysz miał wyższą rangę niż którykolwiek oficer cudzoziemskiego autoramentu, będącego wojskiem najemnem. To też oficerowie starsi cudzoziems. autor. aby nie pójść pod komendę towarzysza i być wyżsi, starali się mieć chorągwie husarską lub pancerną. W epokach porozbiorowych system towarzyski był jeszcze stosowany przy formowaniu oddziałów jazdy polskiej przez Austrję, Rosję i Prusy. W r. 1781 na tych zasadach uformowana została gwardja galicyjska (Königliche galizische adelige Leibgarde), której dowódcą czyli kapitanem został feldmarszałek ks. Adam Czartoryski, generał ziem Podolskich. Na podobnych zasadach utworzono w Rosyi w r. 1797 pułki konnopolski i litewsko-tatarski, a w r. 1800 w wojsku pruskiem t. zw. korpus towarzyszy, który po traktacie tylżyckim 1807 otrzymał nazwę korpusu ułańskiego i był podstawą dla pułków ułańskich w pruskiej armii aż do naszych czasów.”